# Vikariat Wien-Stadt
Das Vikariat Wien-Stadt ist eines der drei Vikariate der Erzdiözese Wien. Seit 1. September 2011 leitet Bischofsvikar Dariusz Schutzki das Vikariat.
Das Vikariat ist in nachstehende Dekanate mit folgenden Pfarren unterteilt:
- Stadtdekanat 1
  - Dom- und Metropolitanpfarre St. Stephan, Maria Rotunda, St. Augustin, St. Michael, Unsere Liebe Frau zu den Schotten
- Stadtdekanat 2/20
  - Am Tabor, Franz-von-Assisi-Kirche, Hl. Johannes Paul II., St. Johann Nepomuk, St. Josef, St. Leopold, Zu allen Heiligen, Zum Hl. Klaus von Flüe
- Stadtdekanat 3
  - Am Schüttel, An der Muttergotteskirche, Arsenal, Erdberg, Landstraße, Neuerdberg, Rennweg, St. Othmar unter den Weißgerbern
- Stadtdekanat 4/5
  - Auferstehung Christi, St. Josef zu Margareten, Zur frohen Botschaft
- Stadtdekanat 6/7
  - Altlerchenfeld, Gumpendorf, Mariahilf, Schottenfeld, St. Josef ob der Laimgrube, St. Ulrich, Unbefleckte Empfängnis
- Stadtdekanat 8/9
  - Alser Vorstadt, Breitenfeld, Canisiuskirche, Lichtental, Maria Treu, Rossau, Votivkirche
- Stadtdekanat 10
  - Christus am Wienerberg, Göttliche Barmherzigkeit, Laaer Berg, Oberlaa, St. Paul – P.A.-Hansson-Siedlung Ost, Zum Göttlichen Wort
- Stadtdekanat 11
  - Altsimmering, St. Klemens, Kaiserebersdorf, St. Benedikt – Am Leberberg, Zur Göttlichen Liebe
- Stadtdekanat 12
  - Altmannsdorf, Gatterhölzl, Hetzendorf, Maria Lourdes, Meidling, Namen Jesu, Neumargareten
- Stadtdekanat 13
  - Lainz, Maria Hietzing, Maria Heil der Kranken, Ober St. Veit, St. Hemma, St. Hubertus und St. Christophorus, Unter St. Veit-Zum Guten Hirten
- Stadtdekanat 14
  - Akkonplatz, Breitensee, Heilige Mutter Teresa, Hütteldorf, Kordon, Mariabrunn, Penzing, St. Josef am Wolfersberg
- Stadtdekanat 15
  - Hildegard Burjan, Reindorf, St. Josef
- Stadtdekanat 16
  - Altottakring, Maria Namen, Neuottakring, Sandleiten, Schmelz, Starchant
- Stadtdekanat 17/18/19
  - Döbling-St. Paul, Dornbach, Franz von Sales, Gersthof, Grinzing, Heiligenstadt, Hernals, Kahlenbergerdorf, Marienpfarre, Neustift am Walde, Nußdorf, Sievering, Sühnekirche, Unterheiligenstadt, Währing
- Stadtdekanat 21
  - Cyrill und Method, Der Weg Jesu, Donaufeld, Floridsdorf, Gartenstadt, Großjedlersdorf, Jedlesee, Maria Himmelfahrt (Nordrandsiedlung), Schwarzlackenau, St. Markus, Stammersdorf, Strebersdorf
- Stadtdekanat 22
  - Aspern, Breitenlee, Eßling, Hl. Maria Magdalena an der Alten Donau, Hirschstetten, Kagran, Kagraner Anger, Neukagran, St. Christoph am Rennbahnweg, St. Claret-Ziegelhof, Stadlau
- Stadtdekanat 23
  - Atzgersdorf, Erlöserkirche Endresstraße, Inzersdorf, Inzersdorf-Neustift, Kalksburg, Liesing, Mauer, Neuerlaa, Rodaun, Siebenhirten, Emmaus am Wienerberg, Wohnpark Alterlaa
- Dekanat Klosterneuburg
  - Höflein an der Donau, Kierling, Klosterneuburg-St. Leopold, Klosterneuburg-St. Martin, Klosterneuburg-Stiftspfarre, Kritzendorf, Maria Gugging, Weidling

Das Stadtdekanat 17/18/19 wurde am 1. Jänner 2024 durch die Zusammenlegung der Dekanate Stadtdekanat 17, Stadtdekanat 18 und Stadtdekanat 19 errichtet.